# Intellectueel kapitaal
Intellectueel kapitaal is een vorm van kapitaal dat in de kenniseconomie een cruciale rol speelt. Ze worden niet gemeten en gewaardeerd in de financiële boekhouding van een organisatie, behalve wellicht als goodwill.
Bekende wetenschappers op het gebied van intellectueel kapitaal zijn Leif Edvinsson en Thomas Stewart. Zij verdelen het in drie categorieën: (1) menselijk kapitaal, (2) structureel kapitaal, en (3) klantkapitaal.
Ludo Pyis ( Areopa ) voegt hieraan nog een vierde luik toe : het kapitaal van strategische allianties.
1. Menselijk kapitaal is de verzameling van de knowhow binnen een organisatie. Deze kennis wordt gedragen door de medewerkers van de organisatie, en kunnen een – moeilijk te vervangen – competitief voordeel voor de organisatie betekenen.
2. Structureel kapitaal is de 'ontastbare' waarde die een organisatie middels producten, systemen of diensten heeft verworven. Structureel kapitaal kan gedurende korte tijd overleven zonder menselijk kapitaal. Een voorbeeld van structureel kapitaal is de goede naam van een bepaalde merknaam.
3. Klantkapitaal is de waarde die een organisatie heeft in de vorm van goede relaties met klanten.
4. Kapitaal van strategische allianties is de waarde van leveranciers, partners, financiële partners, netwerken, aandeelhouders, ...

Andere bekende namen op het gebied van intellectueel kapitaal zijn Hiroyuki Itami, David Teece, Baruch Lev, Brian Hall, Hubert St. Onge, John Holland, Jan Mouritsen, Karl-Erik Sveiby en Patrick Sullivan.
Belangrijke vertegenwoordigers van dit gedachtegoed in Nederland zijn Daan Andriessen en Christiaan Stam, beiden verbonden aan het Centre for Research in Intellectual Capital.